# Ceratozamia sabatoi
Ceratozamia sabatoi — вид голонасінних рослин класу саговникоподібні (Cycadopsida).
Етимологія: названий на честь покійного професора Серджіо Сабато, систематика саговникоподібних у Ботанічному саду, італ. Orto Botanico, Неаполь, Італія.

## Опис
Стовбур довжиною 25 см, стебло 17,5 см діаметром. Листків 2–6 в кроні. Нові паростки бронзові, червоні або шоколадно-коричневі. Листки темно-зелені, довжиною 80 см, з 60–136 листівок; черешок 25–45 см завдовжки, озброєний шипами. Фрагменти листків не згруповані, лінійні, симетричні, широкі нижче середини, не серповиді, серединні фрагменти довжиною 12–25 см, шириною 12–24 мм. Пилкові шишки коричневі, веретеноподібно-циліндричні, довжиною 6.5–23 см, 1.9–3 см діаметром; плодоніжка довжиною 1.5–11 см. Насіннєві шишки зелені, яйцювато-циліндричні, довжиною 6–12 см, 3.4–5.6 см діаметром; плодоніжка довжиною 2–10 см. Насіння яйцеподібне, 13–19 мм завдовжки, 11–14 мм завширшки; саркотеста біла, старіючи стає коричневою.

## Поширення, екологія
Країни поширення: Мексика (Ідальґо, Керетаро). Рослини ростуть серед чагарників у відносно сухих змішаних лісу з сосни і широколистяних дерев, зокрема дубів. Рослини знаходяться на крутих схилах багатих перегноєм глинистих ґрунтах, як правило, поверх вапняку.

## Загрози та охорона
Вид C. sabatoi відомий тільки з двох пунктів. Статус високогірної місцевості в Ідальго, здається, має вирішальне значення. Район був перетворений років тому для сільського господарства, втрата середовища проживання, сповільнилася, але дослідження показують, триваючий спад населення рослин, можливо, пов'язаний з випасом.